# Jenny Pickerill
Jenny Pickerill, née le 23 novembre 1973 est une géographe anglaise, spécialisée en géographie de l'environnement. Elle est cheffe de département à l'université de Sheffield. Ses travaux portent sur la manière dont les personnes valorisent et utilisent l'environnement. Elle s'intéresse également à l'impact de la justice sociale sur les politiques environnementales.

## Biographie
Jenny Pickerill naît le 23 novembre 1973 et étudie la géographie à l'université de Newcastle. Elle déménage ensuite en Écosse pour ses études supérieures et se spécialise en systèmes d'information géographique à l'université d'Édimbourg. Elle revient à Newcastle pour son doctorat de géographie qu'elle obtient en 2000.
Jenny Pickerill commence sa carrière de chercheuse indépendante à l'université Curtin à Perth.
Elle est ensuite nommée maîtresse de conférences en géographie humaine à l'université de Leicester en 2003. Elle y étudie l'activisme sur Internet des écologistes australiens. En 2008 elle est chercheuse invitée à l'Oxford Internet Institute avant de rejoindre l'université de Sheffield en 2014.

## Travaux

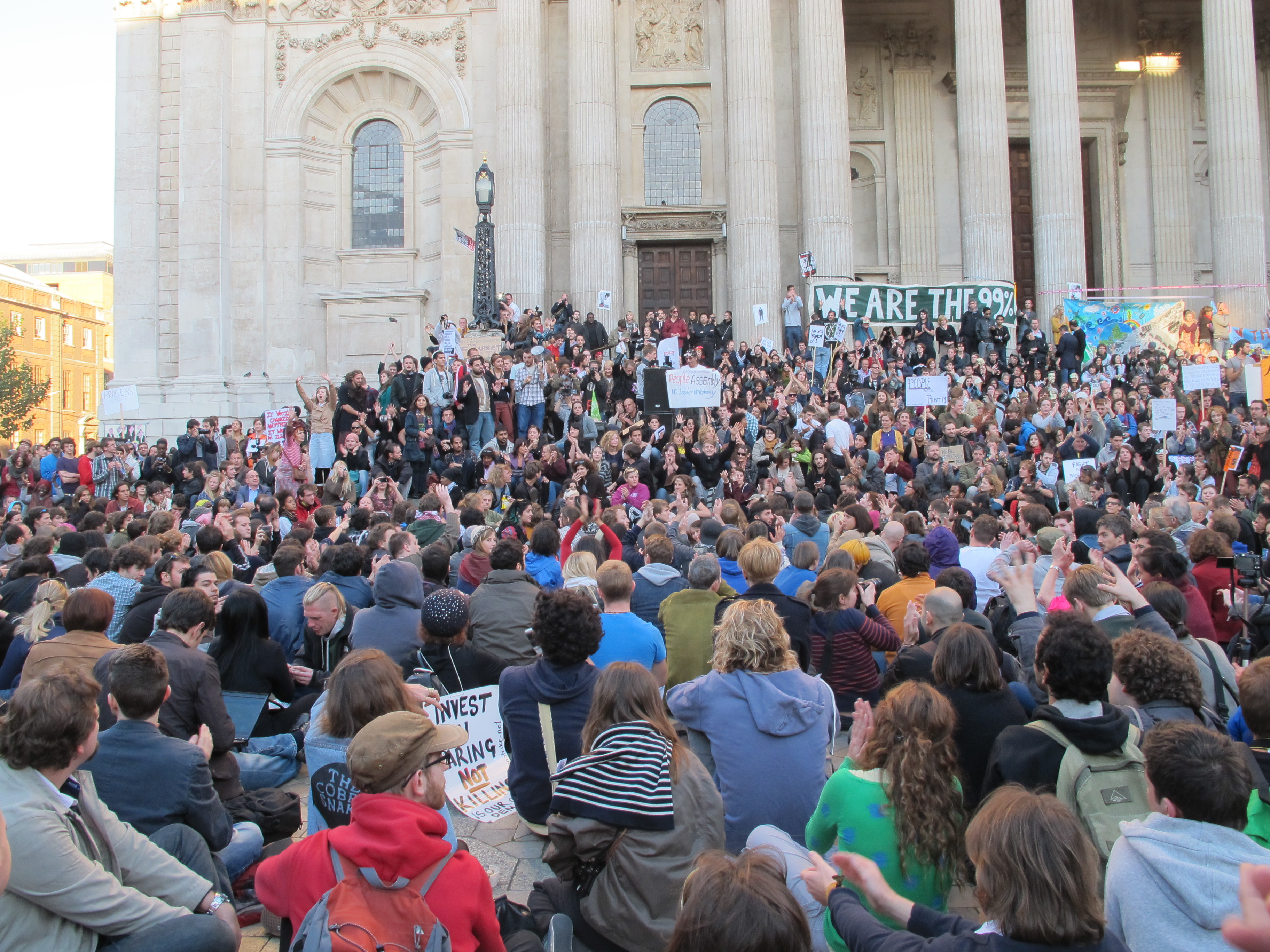
Mouvement Occupy à Londres.

Jenny Pickerill travaille dans le domaine de la géographie environnementale, soit les relations entre les humains et l'environnement dans différents lieux, tout en mobilisant plusieurs échelles géographiques. Elle étudie la manière dont les personnes utilisent et valorisent l'environnement. Jenny Pickerill explore les initiatives locales qui s'attaquent aux défis environnementaux. Dans ses travaux, elle étudie comment les militants écologistes formulent leur message sur les réseaux sociaux et leur compréhension du phénomène. Elle s'intéresse également aux militants écologistes qui choisissent de protéger un aspect de l'environnement mais, paradoxalement, en ignorant un autre. Son travail montre que les questions environnementales se mêlent à d'autres inégalités comme le racisme, le colonialisme et le néolibéralisme. Elle montre que les mouvements activistes intègrent des populations de diverses catégories sociales : Jenny Pickerill note leur rôle dans le mouvement Occupy, les mouvements anti-guerre ou le mouvement environnemental en Australie,.
Jenny Pickerill étudie l'impact de solutions expérimentales sur les défis environnementaux et le rôle des étudiants et étudiantes dans la construction de leur avenir. Cela inclus par exemple des moyens d'auto-construire de logements sûrs et respectueux de l'environnement,. Elle montre un manque de représentation des femmes dans les communautés d'éco-construction. Elle étudie actuellement le potentiel des éco-communautés dans les villes durables et celles respectueuses de l'environnement,,.
En parallèle à ses publications académiques, Jenny Pickerill écrit régulièrement pour The Conversation et Times Higher Education.

## Principales publications

### Articles
- Pickerill, « Notes towards autonomous geographies: creation, resistance and self-management as survival tactics », Progress in Human Geography, vol. 30, no 6,‎ 2006, p. 730–746 (DOI 10.1177/0309132506071516)
- Pickerill, « Everyday activism and transitions towards post‐capitalist worlds », Transactions of the Institute of British Geographers, vol. 35, no 4,‎ 2010, p. 475–490 (DOI 10.1111/j.1475-5661.2010.00396.x)

### Livres
- Pickerill Jenny, Cyberprotest: Environmental activism online, Oxford University Press, 2003 (ISBN 9780719063947)
- Pickerill Jenny, Eco-Homes: People, Place and Politics (Just Sustainabilities), Zed Books, 2016 (ISBN 978-1780325309)
- Jenny Pickerill, John Krinsky, Graeme Hayes et Kevin Gillan, Occupy! A global movement / edited by The Social Movement Studies Editorial Collective: Jenny Pickerill, John Krinsky, Graeme Hayes, Kevin Gillan and Brian Doherty., 2015 (ISBN 1-138-82225-6 et 978-1-138-82225-2, OCLC 883648700, lire en ligne)